# Кыртей
Кыртей (устар. Ыджыд-Кыфтью) — река в России, течёт по территории Лешуконского района Архангельской области и Удорского района Республики Коми. Правый приток реки Мезень. Длина реки составляет 38 км. Исток и устье реки находятся на территории Архангельской области.

## Данные водного реестра
По данным государственного водного реестра России относится к Двинско-Печорскому бассейновому округу, водохозяйственный участок реки — Мезень от истока до водомерного поста у деревни Малонисогорская. Речной бассейн реки — Мезень.
Код объекта в государственном водном реестре — 03030000112103000044657.